# Gustavo Ayares Ossandón

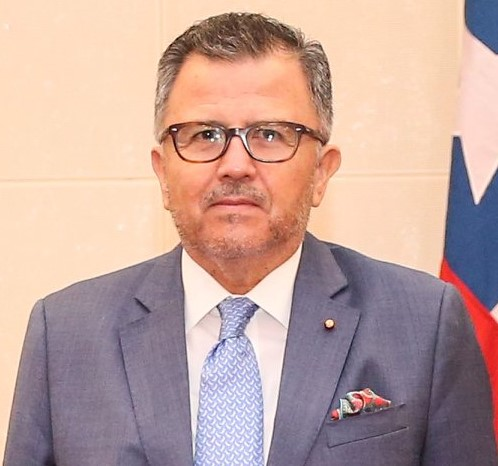
Gustavo Ayares Ossandón (2020)

Gustavo Ayares Ossandón ist ein chilenischer Diplomat.

## Werdegang
Ossandón schloss sein Studium in Rechts- und Sozialwissenschaften an der Universidad de Chile ab. Außerdem hat er einen Master in europäischem Recht von der Universität Stockholm (Schweden). 1983 trat er in die Academia Diplomática Andrés Bello ein und machte im folgenden Jahr seinen Abschluss.
1986 wurde Ossandón dritter Sekretär der chilenischen Botschaft in Syrien. 1989 erhielt er denselben Posten an der chilenischen Botschaft in Australien, Weitere Posten an den chilenischen Botschaften in Schweden und Italien folgten. Im Außenministerium war er Leiter der Abteilung für Mercosur, Leiter der Direktion für Südamerika, Chef des Kabinetts des Generaldirektors für Außenpolitik, stellvertretender Direktor für Zeremonie und Protokoll, Direktor der Personalabteilung (2008–2009) und Generaldirektor der Administration.
Von 2009 bis 2014 war Ossandón chilenischer Botschafter in Kolumbien und von 2017 bis 2018 chilenischer Botschafter in Japan. Am 16. November 2018 wurde er zum chilenischen Botschafter in Indonesien ernannt. Am 21. Februar 2020 übergab Ossandón zudem seine Akkreditierung für Osttimor an Präsident Francisco Guterres. 2024 übernahm sein Nachfolger Mario Ignacio Artaza Loyola.

## Auszeichnungen
2014 erhielt Ossandón das kolumbianische Großkreuz des Orden de San Carlos.